# Lypova Dolyna (huyện)
Huyện Lypova Dolyna (tiếng Ukraina: Липоводолинський район, chuyển tự: Lypova Dolynas'kyi raion) là một huyện của tỉnh Sumy thuộc Ukraina. Huyện Lypova Dolyna có diện tích 882 kilômét vuông, dân số theo điều tra dân số ngày 5 tháng 12 năm 2001 là 23342 người với mật độ 26 người/km2. Trung tâm huyện nằm ở Lypova Dolyna.